# Villefranche-du-Queyran

Villefranche-du-Queyran este o comună în departamentul Lot-et-Garonne din sud-vestul Franței. În 2009 avea o populație de 403 de locuitori.

## Evoluția populației
| An        | 1975 | 1982 | 1990 | 1999 | 2006 | 2009 |
| --------- | ---- | ---- | ---- | ---- | ---- | ---- |
| Populație | 420  | 340  | 366  | 360  | 381  | 403  |